# 兵庫県道179号丹波大山停車場線
兵庫県道179号丹波大山停車場線（ひょうごけんどう179ごう たんばおおやまていしゃじょうせん）は、兵庫県丹波篠山市を通る一般県道である。

## 概要
JR西日本福知山線 丹波大山駅前から国道176号交点に至る。

### 路線データ
- 起点：丹波篠山市西古佐（JR西日本福知山線 丹波大山駅前）
- 終点：丹波篠山市西古佐（国道176号交点）
- 総延長：277 m

## 地理

### 通過する自治体
- 兵庫県
  - 丹波篠山市

### 交差する道路
| 交差する道路 | 交差する場所 | 交差する場所 |
| ------------ | ------------ | ------------ |
| 国道176号    | 西古佐       | 終点         |

### 沿線
- JR西日本福知山線 丹波大山駅
- 西古佐郵便局